# Joint Special Operations Command
United States Joint Special Operations Command (JSOC) este o unitate specială care face parte din Forțele armate ale Statelor Unite ale Americii fiind subordonată United States Special Operations Command. Unitatea militară a luat ființă în anul 1980 cu scopul de a combate acțiunile teroriste și  de eliberare a ostaticilor. JSOC în cazuri de necesitate poate face parte temporar din  "Special Missions Units", care poate recruta soldați de la  Delta Force și Naval Special Warfare Development Group. Printre acțiunile încununate de succes ale unității se numără lichidarea în mai 2011 a lui Osama bin Laden.